# Begonia lucidissima
Espèce
Synonymes
- Begonia lucida Parodi[1]

Begonia lucidissima est une espèce de plantes de la famille des Begoniaceae.
L'espèce fait partie de la section Begonia.
Elle a été décrite en 1984 par Jack Golding et C. Karegeannes.

## Répartition géographique
Cette espèce est originaire du pays suivant : Paraguay.